# Phân cấp hành chính Indonesia
Indonesia được chia thành các đơn vị hành chính cấp tỉnh (tiếng Indonesia: provinsi). Mỗi tỉnh bao gồm các huyện (kabupaten) và thành phố (kota). Các tỉnh, huyện và thành phố đều có chính quyền địa phương và cơ quan lập pháp riêng.
Kể từ khi Luật số 22 năm 1999 về chính quyền địa phương được ban hành (sau đó được sửa đổi bởi Luật số 32 năm 2004 và Luật số 23 năm 2014), vai trò của chính quyền địa phương trong việc quản lý khu vực đã được tăng cường đáng kể. Tuy nhiên, các lĩnh vực như đối ngoại, quốc phòng (bao gồm lực lượng vũ trang và cảnh sát quốc gia), hệ thống tư pháp và chính sách tiền tệ vẫn do chính phủ trung ương kiểm soát.
Từ năm 2005, khi Luật số 32 năm 2004 chính thức có hiệu lực, người đứng đầu các chính quyền địa phương — bao gồm thống đốc, chủ tịch huyện và thị trưởng — được bầu trực tiếp thông qua phổ thông đầu phiếu.
Tính đến tháng 11 năm 2024, Indonesia có tổng cộng 38 tỉnh, trong đó có 5 đơn vị hành chính đặc biệt: Aceh, Jakarta, Yogyakarta, Papua và Tây Papua. Mỗi tỉnh được chia thành huyện (kabupaten) và thành phố (kota), sau đó phân tiếp thành khu (kecamatan), và cuối cùng là xã hoặc phường (desa hoặc kelurahan).
Từ ngày 1 tháng 1 năm 2001, huyện và thành phố trở thành cấp hành chính chủ lực trong việc cung cấp dịch vụ công. Trong khi đó, khu và xã/phường là những cấp gần dân nhất, nơi người đứng đầu (như kepala desa hoặc lurah) được bầu chọn trực tiếp bởi người dân địa phương.

## Cấp một (Tỉnh)
Mỗi tỉnh của Indonesia do một thống đốc (Gubernur) đứng đầu. Mỗi tỉnh đều có một hội đồng lập pháp địa phương, gọi là Hội đồng Đại diện Nhân dân Khu vực (Dewan Perwakilan Rakyat Daerah, viết tắt: DPRD). Cả thống đốc và các thành viên hội đồng đều được bầu thông qua phổ thông đầu phiếu, với nhiệm kỳ 5 năm. Trước đây, các tỉnh còn được gọi là Daerah Tingkat I (Vùng cấp I).
Kể từ ngày 1 tháng 1 năm 2001, huyện và thành phố trở thành các đơn vị hành chính chủ lực trong việc cung cấp dịch vụ công; trong khi đó, khu và xã/phường là các cấp gần dân nhất, với người đứng đầu (kepala desa hoặc lurah) được bầu trực tiếp bởi người dân địa phương.
- Đặc khu Thủ đô Jakarta: Jakarta là thủ đô của Indonesia và có quy chế đặc biệt. Thống đốc Jakarta có thẩm quyền bổ nhiệm và bãi nhiệm các thị trưởng và chủ tịch huyện trong phạm vi đặc khu. Chính quyền Jakarta cũng được phép thiết lập quan hệ hợp tác với các thành phố từ các quốc gia khác.
- Aceh: Aceh có mức độ tự trị cao hơn so với các tỉnh khác, bao gồm việc áp dụng luật Hồi giáo Sharia (dành cho công dân theo đạo Hồi), sử dụng quốc kỳ và quốc ca riêng, cho phép tồn tại các đảng phái chính trị địa phương, và có quyền tham gia vào các quyết định hoặc luật từ chính phủ trung ương có ảnh hưởng trực tiếp đến tỉnh.
- Vùng đặc biệt Yogyakarta: Yogyakarta là một đặc khu duy nhất tại Indonesia có mô hình lãnh đạo kế vị. Quốc vương của Yogyakarta giữ vị trí thống đốc theo luật, do được ưu tiên kế vị mà không cần bầu cử. Kể từ thế kỷ 18, Vương quốc Hồi giáo Yogyakarta đã đóng vai trò quan trọng tại khu vực này. Năm 2012, chính phủ trung ương đã thông qua Luật số 13/2012 về Đặc khu Yogyakarta, chính thức công nhận Yogyakarta là khu vực cấp tỉnh đặc biệt thay vì chỉ là một "tỉnh". Trong khu vực này còn có Công quốc Pakualaman, và hoàng tử của Pakualaman kế vị cha truyền con nối, đảm nhận chức Phó Thống đốc Yogyakarta.
- Papua: Từ năm 2001, Papua được trao quyền tự trị đặc biệt. Một điểm nổi bật là thống đốc của tỉnh này bắt buộc phải là người bản địa Papua.
- Trung Papua: Tỉnh tách ra từ Papua vào năm 2022.
- Papua Cao nguyên: Tỉnh này tách khỏi Papua vào năm 2022. Tỉnh này là tỉnh không giáp biển duy nhất ở Indonesia.
- Nam Papua: Tỉnh tách ra khỏi Papua vào năm 2022.
- Tây Papua: Tỉnh này tách khỏi Papua vào năm 2003. Một quy định năm 2008 của chính phủ quốc gia xác nhận rằng quy chế đặc biệt của Papua cũng áp dụng cho Tây Papua.
- Tây Nam Papua: Tỉnh tách ra từ Papua vào năm 2022

### Các tỉnh của Indonesia và thủ phủ
Dấu † chỉ các tỉnh có quy chế đặc biệt
| Sumatra - Aceh† – Banda Aceh - Bắc Sumatra (Sumatera Utara) – Medan - Tây Sumatra (Sumatera Barat) – Padang - Riau – Pekanbaru - Quần đảo Riau (Kepulauan Riau) – Tanjung Pinang - Jambi – Jambi - Nam Sumatra (Sumatera Selatan) – Palembang - Bangka-Belitung (Kepulauan Bangka-Belitung) – Pangkal Pinang - Bengkulu – Bengluku - Lampung – Bandar Lampung Java - Jakarta† – Jakarta - Banten – Serang - Tây Java (Jawa Barat) – Bandung - Trung Java (Jawa Tengah) – Semarang - Vùng đặc biệt Yogyakarta† (Daerah Istimewa Yogyakarta) – Yogyakarta - Đông Java (Jawa Timur) – Surabaya Quần đảo Sunda nhỏ/ (Nusa Tenggara) - Bali – Denpasar - Tây Nusa Tenggara (Nusa Tenggara Barat) – Mataram - Đông Nusa Tenggara (Nusa Tenggara Timur) – Kupang | Kalimantan - Tây Kalimantan (Kalimantan Barat) – Pontianak - Trung Kalimantan (Kalimantan Tengah) – Palangkaraya - Nam Kalimantan (Kalimantan Selatan) – Banjarmasin - Đông Kalimantan (Kalimantan Timur) – Samarinda - Bắc Kalimantan (Kalimantan Utara) – Tanjung Selor Sulawesi - Bắc Sulawesi (Sulawesi Utara) – Manado - Gorontalo – Gorontalo - Trung Sulawesi (Sulawesi Tengah) – Palu - Tây Sulawesi (Sulawesi Barat) – Mamuju - Nam Sulawesi (Sulawesi Selatan) – Makassar - Đông Nam Sulawesi (Sulawesi Tenggara) – Kendari Quần đảo Maluku - Maluku – Ambon - Bắc Maluku (Maluku Utara) – Sofifi Tây New Guinea - Papua Cao nguyên (Papua Pegunungan) – Wamena - Nam Papua (Papua Selatan) – Merauke - Tây Papua† (Papua Barat) – Manokwari - Tây Nam Papua (Papua Barat Daya) – Sorong - Trung Papua (Papua Tengah) – Nabire - Papua† – Jayapura |

## Cấp hai (Chính quyền và thành phố)
Các đơn vị hành chính cấp hai của Indonesia bao gồm huyện (kabupaten) và thành phố (kota). Đây là các cấp chính quyền địa phương trực thuộc tỉnh, tuy nhiên trên thực tế, chúng thường đảm nhận nhiều chức năng hơn cả cấp tỉnh — chẳng hạn như quản lý trường công lập và cơ sở y tế địa phương. Trước đây, các đơn vị này được gọi chung là Daerah Tingkat II (Khu vực cấp II).  
Huyện và thành phố có cùng cấp bậc hành chính, mỗi đơn vị đều có chính quyền địa phương và cơ quan lập pháp riêng. Sự khác biệt chính giữa huyện và thành phố nằm ở đặc điểm dân cư, quy mô và cơ cấu kinh tế.
Thông thường, huyện có diện tích rộng hơn, dân cư phân bố thưa hơn và kinh tế thiên về nông nghiệp. Ngược lại, thành phố có mật độ dân số cao, tập trung nhiều vào các ngành kinh tế phi nông nghiệp như thương mại, dịch vụ và công nghiệp.
Mỗi huyện do một nhiếp chính (bupati) đứng đầu, trong khi thành phố do một thị trưởng (wali kota) lãnh đạo. Cả nhiếp chính/thị trưởng và các thành viên hội đồng đại diện nhân dân địa phương đều được bầu cử trực tiếp bằng hình thức phổ thông đầu phiếu, với nhiệm kỳ 5 năm.

## Cấp ba (Huyện)
Các huyện (kabupaten) và thành phố (kota) được chia tiếp thành các quận – đơn vị hành chính cấp ba, với một số khác biệt về thuật ngữ tùy theo vùng miền:
- Kecamatan là thuật ngữ phổ biến nhất, được sử dụng tại hầu hết các khu vực trên toàn Indonesia. Mỗi kecamatan do một camat đứng đầu. Camat là một công chức nhà nước, chịu trách nhiệm trước nhiếp chính (trong huyện) hoặc thị trưởng (trong thành phố).
- Distrik là thuật ngữ được dùng thay cho kecamatan tại các tỉnh thuộc khu vực Tây New Guinea (bao gồm Papua và các tỉnh mới tách từ Papua). Mỗi distrik do một kepala distrik đứng đầu (nghĩa là "trưởng distrik").
- Tại Đặc khu Yogyakarta, hệ thống hành chính có cách gọi riêng:
  - Kapanewon là đơn vị cấp quận trong huyện (kabupaten), do một panewu lãnh đạo.
  - Kemantren là đơn vị cấp quận trong thành phố Yogyakarta, do một mantri pamong praja đứng đầu.

Các biến thể trên phản ánh sự đa dạng trong mô hình hành chính của Indonesia, đặc biệt là sự tôn trọng cấu trúc truyền thống tại các khu vực có lịch sử hoặc địa vị đặc biệt.

## Cấp bốn (Làng)
Các quận (kecamatan) được chia tiếp thành hai loại đơn vị hành chính cấp cơ sở, gồm:
- Desa (làng), và
- Kelurahan (cộng đồng đô thị).

Cả desa và kelurahan đều thuộc cùng một cấp hành chính, nhưng có sự khác biệt đáng kể về quyền hạn và phương thức quản lý.
- Desa thường xuất hiện ở khu vực nông thôn và có mức độ tự chủ cao hơn trong việc giải quyết các vấn đề địa phương. Người đứng đầu desa (thường là kepala desa) do dân bầu trực tiếp, và các quyết định quản lý làng mang tính tự quản rõ rệt.
- Kelurahan phổ biến ở khu vực đô thị và có mức tự chủ thấp hơn. Người đứng đầu kelurahan là lurah, được bổ nhiệm bởi cấp trên chứ không do bầu cử. Vì vậy, kelurahan mang tính hành chính nhiều hơn là tự quản.

Tuy nhiên tại tỉnh Aceh, cơ cấu hành chính có thêm một cấp trung gian. Quận (kecamatan) được chia thành các mukim, và mỗi mukim sau đó được chia tiếp thành kampung (tương đương với làng).

### Desa

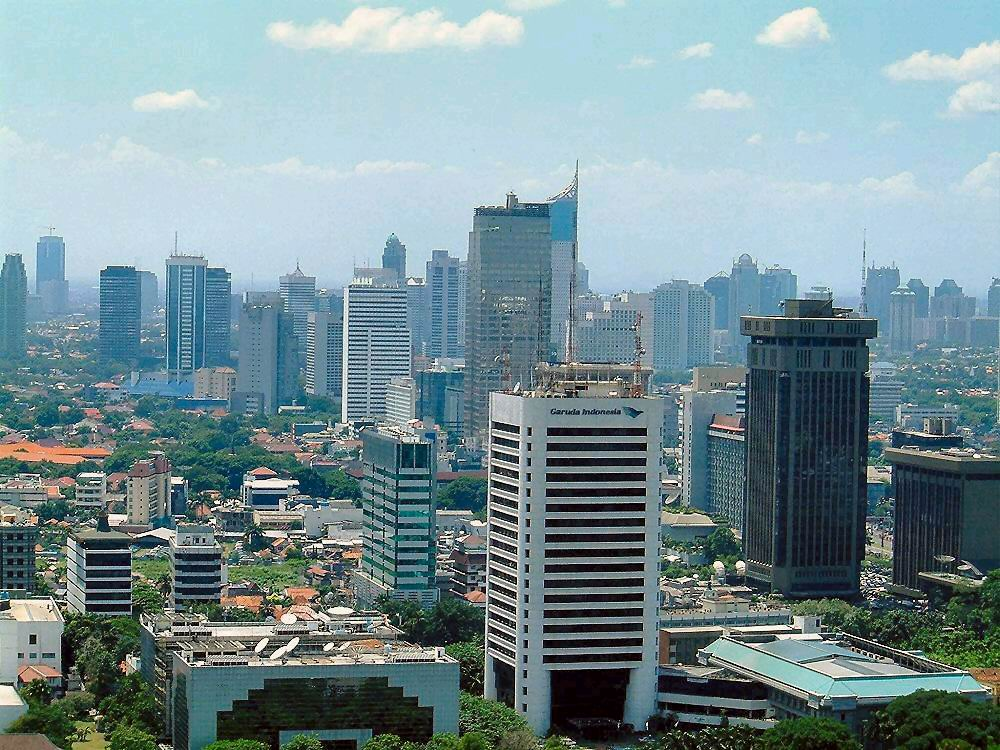
Jakarta

Trong tiếng Indonesia, cũng như trong tiếng Anh, một ngôi làng (desa) có nghĩa là nông thôn. Trong bối cảnh đơn vị hành chính, desa có thể được định nghĩa là cơ quan có thẩm quyền đối với người dân địa phương phù hợp với truyền thống địa phương được thừa nhận trong khu vực. Một desa được đứng đầu bởi một "trưởng làng" (tiếng Indonesia: kepala desa ), người được bầu theo phương thức phổ thông đầu phiếu.
Hầu hết các ngôi làng ở Indonesia sử dụng thuật ngữ "desa", nhưng các thuật ngữ khác được sử dụng ở một số vùng:
- Kampung ở Aceh
- Nagari ở Tây Sumatra
- Dusun ở Huyện Bungo (Jambi)
- Kampung ở một số nơi ở Indonesia: 
  - Lampung (ở các chính quyền Trung Lampung, Mesuji, Tulang Bawang, Way Kanan và Tây Tulangbawang)
  - Đông Kalimantan (ở các quận Berau và Tây Kutai)
  - Papua
  - Tây Papua
- Pekon ở các chính quyền Pringsewu, Tanggamus và Tây Lampung (Lampung)
- Ở Bali, có hai loại “desa”, tức là desa dinas (làng dịch vụ) và desa adat (làng văn hóa). Desa dinas giải quyết các chức năng hành chính, trong khi desa adat giải quyết các chức năng tôn giáo và văn hóa.
- Lembang ở các quận Toraja và Bắc Toraja (Nam Sulawesi)
- Kelurahan ở Đặc khu Yogyakarta.

Ghi chú
- Ở những nơi khác, "dusun" là một hình thức phân chia hành chính bên dưới "desa".
- Ở những nơi khác, "kampung" bằng với "dusun", ngoại trừ ở chính quyền Bungo, Jambi.

### Kelurahan
Mặc dù desa và kelurahan là một phần của quận, nhưng kelurahan có ít quyền tự trị hơn desa. Một kelurahan được đứng đầu bởi một lurah. Lurah là công chức, chịu trách nhiệm trực tiếp với camat của họ.

## Thống kê
Bảng sau đây liệt kê số lượng các tỉnh, khu vực và thành phố hiện tại ở Indonesia.
| Cấp | Tên (tiếng Indonesia)                        | Tên (tiếng Việt) | Người đứng đầu (tiếng Indonesia)                      | Người đứng đầu (tiếng Việt) | Con số |
| --- | -------------------------------------------- | ---------------- | ----------------------------------------------------- | --------------------------- | ------ |
| I   | Provinsi                                     | Tỉnh             | Gubernur                                              | Thống đốc                   | 38     |
| II  | Kabupaten                                    | Chính quyền      | Bupati                                                | Nhiếp chính                 | 416    |
| II  | Kota                                         | Thành phố        | Wali Kota                                             | Thị trưởng                  | 99     |
| III | Kecamatan, distrik, kapanewon hoặc kemantren | Huyện            | Camat, kepala distrik, panewu hoặc matri pamong praja | Quận trưởng                 | 7266   |
| IV  | Desa hoặc kelurahan                          | Làng/phó huyện   | Kepala desa hoặc lurah                                | Trưởng thôn/phó huyện       | 83 467 |